# Karl Waentig
Karl Reinhold Waentig (* 13. Juni 1878 in Dresden; † 29. November 1957 in Gevelsberg; auch Carl Reinhold Waentig) war ein deutscher Verwaltungsbeamter. 

## Leben
Der Sohn des sächsischen Ministerialbeamten Karl Heinrich Wäntig besuchte die Fürstenschule St. Afra in Meißen und legte dort Ostern 1897 sein Abitur ab. Nach der Ableistung seines Militärdienstes beim 3. Infanterie-Regiment Nr. 102 in Zittau studierte er Rechtswissenschaften in Greifswald, Berlin und Leipzig und bestand im November 1901 die erste juristische Staatsprüfung. 
Nach der bestandenen zweiten juristischen Staatsprüfung war Waentig ab September 1906 bei der Amtshauptmannschaft Pirna tätig. Es folgten Stationen bei der Polizeidirektion Dresden und der Amtshauptmannschaft Auerbach. Im Ersten Weltkrieg diente er als Hauptmann und Kompanieführer des Reserve-Bataillons Nr. 25 und wurde bei Ypern 1915 verwundet. Von 1917 bis 1918 war er bei der Amtshauptmannschaft Löbau tätig. Zum 1. Juni 1918 trat er in den Dienst des sächsischen Innenministeriums. Im Januar 1920 wurde er zum Vortragenden Rat im sächsischen Wirtschaftsministerium ernannt. Von 1923 bis 1929 war er als Ministerialrat in der Sächsischen Staatskanzlei beschäftigt. 
Vom 1. Oktober 1929 bis zum 30. Juni 1932 war Waentig Kreishauptmann der Kreishauptmannschaft Bautzen. Seine Amtszeit endete aufgrund der Auflösung der Kreishauptmannschaft. Anschließend war Waentig ab 1. Juli 1932 bis 1944 Präsident der Brandversicherungskammer in Dresden und im Rang den Regierungspräsidenten gleichgestellt. Im August 1944 wurde Hans von Zezschwitz sein Nachfolger.